# District de Bulilimamangwe

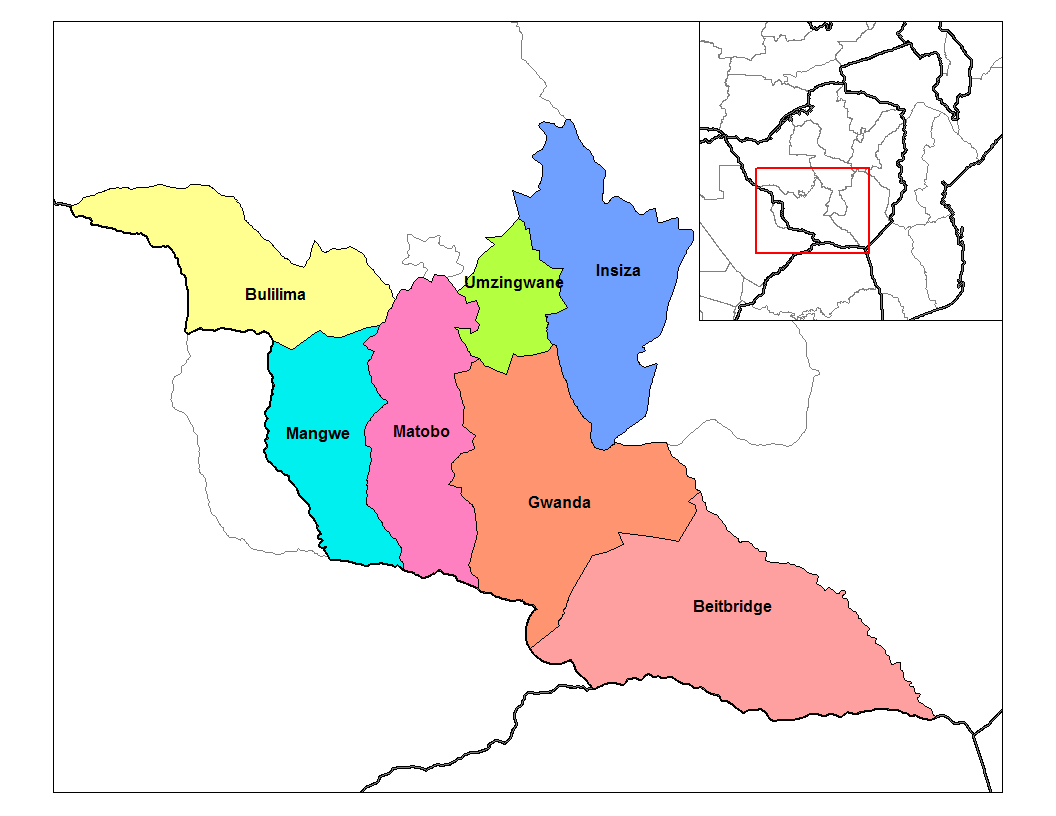
Carte des districts de Matabeleland méridional.

Le district de Bulilimamangwe est une subdivision administrative de second ordre de la province du Matabeleland méridional au Zimbabwe. Il est constitué des sous-districts de Bulilima ouest, Bulilima est et Mangwe.  